# Andelot-en-Montagne
Andelot-en-Montagne és un municipi francès situat al departament del Jura i a la regió de Borgonya - Franc Comtat. L'any 2007 tenia 544 habitants.

## Demografia

### Població
El 2007 la població de fet d'Andelot-en-Montagne era de 544 persones. Hi havia 219 famílies de les quals 64 eren unipersonals (20 homes vivint sols i 44 dones vivint soles), 56 parelles sense fills, 79 parelles amb fills i 20 famílies monoparentals amb fills.
La població ha evolucionat segons el següent gràfic:
Habitants censats

### Habitatges
El 2007 hi havia 268 habitatges, 222 eren l'habitatge principal de la família, 29 eren segones residències i 17 estaven desocupats. 237 eren cases i 31 eren apartaments. Dels 222 habitatges principals, 170 estaven ocupats pels seus propietaris, 42 estaven llogats i ocupats pels llogaters i 11 estaven cedits a títol gratuït; 8 tenien dues cambres, 40 en tenien tres, 45 en tenien quatre i 130 en tenien cinc o més. 180 habitatges disposaven pel capbaix d'una plaça de pàrquing. A 97 habitatges hi havia un automòbil i a 93 n'hi havia dos o més.

### Piràmide de població
La piràmide de població per edats i sexe el 2009 era:
| Homes | Edats   | Dones |
| ----- | ------- | ----- |
| 0     | 95 o +  | 0     |
| 0     | 90 a 94 | 8     |
| 0     | 85 a 89 | 4     |
| 0     | 80 a 84 | 8     |
| 20    | 75 a 79 | 4     |
| 16    | 70 a 74 | 24    |
| 16    | 65 a 69 | 24    |
| 8     | 60 a 64 | 12    |
| 8     | 55 a 59 | 12    |
| 16    | 50 a 54 | 8     |
| 20    | 45 a 49 | 16    |
| 20    | 40 a 44 | 20    |
| 16    | 35 a 39 | 16    |
| 36    | 30 a 34 | 24    |
| 12    | 25 a 29 | 12    |
| 16    | 20 a 24 | 4     |
| 4     | 15 a 19 | 24    |
| 20    | 10 a 14 | 12    |
| 12    | 5 a 9   | 28    |
| 16    | 0 a 4   | 12    |

## Economia
El 2007 la població en edat de treballar era de 326 persones, 229 eren actives i 97 eren inactives. De les 229 persones actives 221 estaven ocupades (115 homes i 106 dones) i 8 estaven aturades (7 homes i 1 dona). De les 97 persones inactives 32 estaven jubilades, 35 estaven estudiant i 30 estaven classificades com a «altres inactius».

### Ingressos
El 2009 a Andelot-en-Montagne hi havia 216 unitats fiscals que integraven 548 persones, la mediana anual d'ingressos fiscals per persona era de 16.892 €.

### Activitats econòmiques
Dels 25 establiments que hi havia el 2007, 2 eren d'empreses alimentàries, 2 d'empreses de fabricació d'altres productes industrials, 7 d'empreses de construcció, 5 d'empreses de comerç i reparació d'automòbils, 1 d'una empresa de transport, 3 d'empreses de serveis, 4 d'entitats de l'administració pública i 1 d'una empresa classificada com a «altres activitats de serveis».
Dels 10 establiments de servei als particulars que hi havia el 2009, 1 era un taller de reparació d'automòbils i de material agrícola, 1 paleta, 2 guixaires pintors, 2 fusteries, 1 lampisteria, 1 electricista, 1 perruqueria i 1 veterinari.
Dels 3 establiments comercials que hi havia el 2009, 1 era una botiga de més de 120 m², 1 una botiga de menys de 120 m² i 1 una peixateria.
L'any 2000 a Andelot-en-Montagne hi havia 13 explotacions agrícoles que ocupaven un total de 760 hectàrees.

## Equipaments sanitaris i escolars
L'únic equipament sanitari que hi havia el 2009 era una farmàcia.
El 2009 hi havia una escola elemental integrada dins d'un grup escolar amb les comunes properes formant una escola dispersa.

## Poblacions més properes
El següent diagrama mostra les poblacions més properes.